# Великие водопады Потомака
Великие водопады Пото́мака (англ. Great Falls of the Potomac River) — ряд водопадов и порогов на реке Потомак в США, штат Мэриленд. Находятся в 22 км вверх по течению от Вашингтона. Образовались 35 000 лет назад. Считаются главной природной достопримечательностью в окрестностях столицы страны.
Воды Потомака низвергаются с ряда 6-метровых водопадов; ниже самих водопадов начинается узкое ущелье Мэтера (Mather Gorge) с порогами I—IV категории сложности, популярное место для любителей каякинга. В конечном счёте, в течение менее одной мили (1,6 км), уровень реки опускается на 23 м.
В районе водопадов, по обеим сторонам реки расположены парки: Great Falls Park в Виргинии и Chesapeake & Ohio Canal National Historical Park в Мэриленде.